# Дашава
Дашава — селище у Стрийській громаді Стрийського району Львівської області України. 1948 року отримала статус селища міського типу.

## Географія
Селище розташоване за 12 км від міста Стрия, за 6 км від найближчої залізничної станції Ходовичі. Через селище проходить шосейна дорога Стрий—Галич.
Через Дашаву тече потік Басівка і впадає у річку Бережницю.

## Клімат
У Дашаві вологий континентальний клімат. Середньорічна температура становить близько +8,7 °C. Липень найтепліший місяць із середньою температурою 19,5 °C.
Середньорічна норма опадів — 831 мм. Січень найбільший посушливий місяць з 44 мм опадів. Найбільша кількість опадів випадає у липні, в середньому 110 мм.
| Кліматограма Дашави | Кліматограма Дашави | Кліматограма Дашави | Кліматограма Дашави | Кліматограма Дашави | Кліматограма Дашави | Кліматограма Дашави | Кліматограма Дашави | Кліматограма Дашави | Кліматограма Дашави | Кліматограма Дашави | Кліматограма Дашави |
| --- | ------------------- | ------------------- | ------------------- | ------------------- | ------------------- | ------------------- | ------------------- | ------------------- | ------------------- | ------------------- | ------------------- |
| С | Л                   | Б                   | К                   | Т                   | Ч                   | Л                   | С                   | В                   | Ж                   | Л                   | Г                   |
| 44 0 −6 | 49 2 −5             | 57 7 −2             | 64 14 4             | 92 19 9             | 97 22 13            | 110 24 15           | 77 24 14            | 73 19 10            | 61 13 5             | 54 8 1              | 53 2 −3             |
| Середня макс. і мін. температури повітря (°C) Атмосферні опади (мм), за рік : 831 мм. Джерело: «Climate-Data.org» (англ.) |                     |                     |                     |                     |                     |                     |                     |                     |                     |                     |                     |

## Історія
Як свідчать археологічні пам'ятки, зокрема кам'яні знаряддя праці — сокира та різці, а також кургани кам'яної доби (кінець III тисячоліття до н. е.), за півтора кілометра від селища Дашави існувало стародавнє поселення.
Вперше згадується у 1448 році, коли король Казимир IV Ягеллончик передав Дашаву і 100 ланів землі магнатові Закліці Тарлу зі Щекаровиць. На початку XVI століття Дашава перебувала вже у складі королівських маєтків, а з 1589 року — у володінні стрийського старости.
Село згадується як Душова на зламі XVI i XVII століть у Стрийському повіті Перемиської землі Руського воєводства, у другій половині XVII століття належало до Стрийського староства.
У 1615 році белзький воєвода Адам Стадницький передав Стрийське староство з 19 селами, в тому числі й Дашаву, своєму синові Ієронімові. На той час у селі був млин і промисел по виплавці заліза.
Протягом XV—XVI століть селяни Дашави зазнавали страждань як від спустошливих татарських набігів, так і від грабунків польської шляхти. У 1634 і 1699 роках Дашаву майже повністю спалили татари, а в 1697 році польський загін стягнув з мешканців села різних податків на суму 12 152 злотих.
На середину XIX століття, до скасування панщини, в Дашаві налічувалося 114 кріпацьких господарств, які відробляли на користь свого нового власника Фелікса Добжанського щорічних повинностей на суму 1559 злотих. На той час серед селян Дашави все активніше проходить процес класового розшарування. Всього громаді належало 1316 моргів орної землі; 19 господарств мали у своєму користуванні по 17—18 моргів, 31 четвертинне господарство — по 7—8 моргів, 2 комірницьких господарства зовсім не мали земельних наділів. Найчисельнішою групою селян були так звані половинники, які мали по одній парі волів і обробляли по 11—12 моргів землі.
Для селян, що мали по повному земельному наділу, панщина становила 104 дні на рік, для половинників — 70 днів з волами, четвертинники відробляли по 78 днів на рік піших повинностей. Крім того, з селян щорічно стягали понад 30 цнт вівса, 212 штук птиці, 1270 яєць; вони також зобов'язані були напрясти з панської сировини 672 мотки пряжі та сплатити 128 злотих поземельного податку.
Реформа 1848 року майже не покращила становище трудівників Дашави. Під час скасування кріпосного права селяни Дашави змушені були сплатити величезну суму викупу — 31180 злотих. Крім того, обмежувалось селянське користування лісами та пасовиськами. Як і раніше, більшість родючої землі, пасовищ і лісу належало поміщику. В 1857 році 960 селян Дашави мали 838 моргів орної землі, 833 морги луків і городів та 237 моргів пасовиськ, власниця ж фільварку Феліція Созанська — 509 моргів орної землі, 228 моргів луків та городів, 48 моргів пасовиськ та весь ліс, що становив 1558 моргів.
Освіченість селян також була не високою. Лише 1866 року в селі була створена церковно-парафіяльна школа, в якій з 90 дітей шкільного віку навчалося тільки 32 хлопчики та 8 дівчат. Вчив їх місцевий дяк. Лікувальних закладів у Дашаві взагалі не було, внаслідок чого смертність населення, зокрема дітей раннього віку, була дуже високою.
На початку XX століття кількість населення Дашави значно зростає. У 1900 році тут налічувалося 186 дворів, в яких проживало 1305 чоловік, з них 1115 українців, 50 поляків, 86 євреїв та 54 німці. На 1910 рік у Дашаві було вже 2155 жителів. Ріст населення пояснювався зокрема тим, що новий власник села ксьондз Тропінський сприяв поселенню в Дашаві польських колоністів, яким продавав кращі земельні угіддя. Тропінський по-хижацькому проводив вирубування лісів навколо Дашави. У 1904 році ксьондз створив у селі школу, що готувала учнів до вступу у духовну семінарію. При школі була пекарня та бійня, де наймитувала найбідніша частина жителів села.
В період першої російської революції 1905—1907 рр., коли по всій Галичині активізується революційний рух, селяни Дашави, виявляючи свій протест проти жорстокого гноблення, провадили вирубку панських лісів, палили панське збіжжя. Так, у 1907 році селянин-бідняк Петро Скворник, що повернувся після дванадцятирічного перебування в цісарській армії, був засуджений на 10 років каторги по звинуваченню в підпалі панських скирт.
Напередодні першої світової війни поблизу Дашави було відкрито багаті родовища природного газу. Це сталося під час бурильних робіт, які провадила німецька фірма «Сіменс» у пошуках калійної солі, коли з свердловини глибиною 248 м несподівано вдарив потужний струмінь газу. Тиск газу у цій та інших свердловинах був настільки сильним, що австрійський уряд, боячись пожежі, у 1916 році заборонив провадити в цьому районі бурильні роботи; вони були відновлені тільки у 1918 році.

### Перша світова війна
Під час першої світової війни у Дашаві деякий час перебували російські війська. Влітку 1920 року у селі деякий час перебували підрозділи Червоного козацтва під командуванням Примакова, прорвавши польський фронт, пройшла по тилах польської армії, в тому числі й через Дашаву.
Врешті Дашава була відбита польськими військами. Жорстока експлуатація тісно перепліталася з національним гнобленням. Невтримно провадилася польська колонізація. За переписом 1921 року, у селі проживало 2376 чоловік: з них поляків — 1332, українців — 990, німців — 40, євреїв — 14.

### Міжвоєнний період
Життя селян Дашави з кожним роком погіршувалося внаслідок хронічного безземелля, яке особливо посилилось з початком розробки газоносних пластів.
18 квітня 1921 року в Дашаві було пробурено нову велику свердловину. Потужний фонтан газу, що вдарив з глибини 740 метрів, протягом двох місяців виходив у повітря. До кінця року ця свердловина дала близько 38 млн куб. метрів газу. Потужні газоносні горизонти виявили і інші свердловини. Але через відсутність споживачів вони не експлуатувалися. В 1922 році, нарешті, було збудовано газопровід Дашава—Стрий, а трохи пізніше — Дашава—Дрогобич. В грудні 1929 року закінчилось будівництво 68-кілометрової газової магістралі Стрий—Львів. Від неї відійшли відгалуження на Миколаїв, Пустомити і Щирець. Природний газ використовувався переважно для побутових потреб і лише в незначній кількості споживався промисловими підприємствами.
Перевага газового палива, буріння нових потужних свердловин сприяли посиленню видобутку газу. В 1937 році стали до ладу нові газопроводи: Дашава—Мор-шин, Дашава—Ходорів, відійшли відгалуження на Борислав і Стебник. Дашава поступово перетворювалась в основний центр газопостачання Прикарпаття і всієї Польщі. На початок 1939 року в Дашаві діяло 20 свердловин, які давали в рік 119,4 млн куб. метрів газу (в усій Західній Україні в 1938 році було добуто 136,2 млн куб. метрів газу).
1 серпня 1934 року в Стрийському повіті Станиславівського воєводства було створено гміну Дашава з центром в Дашаві. В склад гміни входили сільські громади: Ходовичі, Дашава, Гельсендорф, Комарів, Лотатники, Олексичі, Підгірці, Стриганці, Піщани (в 1934 році село мало назву Татарське), Верчани і Йосиповичі. Було адміністративним центром гміни до 17 вересня 1939 року.
Розвиток газової промисловості в Західній Україні, зокрема в Дашаві, проходив в умовах гострої конкуренції монополій, які контролювали видобуток і збут інших видів палива в Польщі. Особливо запеклу боротьбу вів американський капітал, який зосередив у себе переважну більшість акцій нафтової промисловості Західної України. Боячись конкуренції з новим і надзвичайно дешевим видом палива, він всіляко затримував розвиток газової промисловості. Таку ж політику проводили і монополісти Франції, які захопили 60 процентів нафтовидобутку Польщі.
Внаслідок розвитку газової промисловості, матеріальне становище робітників Дашави трохи покращилося. У 1923 році польська фірма «Газолін» побудувала в Дашаві цегельню. Працювало на ній в літній сезон 10—15 робітників. Ніякої механізації праці не було, глину місили ногами навіть в холодні осінні дні. Кустарним способом за сезон вироблялось 300—400 тис. штук цегли.
У 1926 році духовна школа побудувала в Дашаві млин, що працював на газі. Другий млин був споруджений групою заможних селян у 1930 році. За 15-годинну працю робітник одержував за зміну не більше двох злотих. Наскільки це були мізерні заробітки, видно хоч би з того, що чоботи в той час коштували 50 злотих, кілограм цукру — 1,6 злотих.
Незважаючи на великі матеріальні і людські ресурси, промисловість у Дашаві, крім газової, не розвивалась. Та й видобуток природного газу проводився тільки тому, що на це потребувалось небагато затрат.
В 30-х роках XX століття до складу Дашави входять хутори Гайдучина та Щасливе, розташовані за кілометр на північ від селища. В них жили переважно польські колоністи. Кожна сім'я мала до 10 моргів землі, надра якої були багаті природним горючим газом. Поляки здавали значну частину своєї землі в оренду газовим фірмам «Польмін» і «Газолін», які бурили свердловини і видобували газ. Хуторяни мали чималий прибуток. Вони були опорою польської влади в Дашаві. З них вербувались поліцаї, службовці та інші кадри урядових установ.
Переважна більшість населення жила в страшних злиднях. Старожили розповідають, що на ті часи Дашава була одним з найбідніших сіл Стрийщини — низенькі, під соломою, з маленькими вікнами хатки, заболочені вулички, нужденні люди.
Робітники та селяни Дашави неодноразово виступали проти соціального і національного гніту. У 1923 році в Дашаві було забито поліцая. Власті заарештували й притягнули до судової відповідальності 30 місцевих жителів. В тому ж році близько 50 дашавських хлопців відмовились іти в армію й поховались по лісах. Лише після того, як у село приїхав каральний загін і почав забирати в їхніх батьків худобу, вони змушені були з'явитись на призивні пункти. У тому ж році в Дашаві було спалено стодолу з хлібом монахів, а в Підгірцях вбито війта. В цьому власті запідозрили селянина Дашави М. Ф. Стефаніва. Він був заарештований, але поліції не вдалося встановити його вину. Як згадують старожили Дашави, М. Ф. Стефанів проводив серед селян революційну агітацію, закликав їх не вірити панським брехням про Радянську Україну, агітував голосувати під час виборів до сейму за кандидатів «Сельробу». Дашавські робітники постійно підтримували зв'язок зі Стрийським повітовим комітетом КПЗУ, розповсюджували на промислі комуністичні листівки, прокламації, відозви. Так, у 1931 році в Дашаву була доставлена нелегальна література — радянські агітаційні брошури «Радянське село в боротьбі за соціалізм» та «Резолюції IV Пленуму ЦК КПЗУ на доповідь секретаріату».
Більшість населення Дашави становили наймити та бідняки. Вони або зовсім не мали землі, або ж володіли невеличкими ділянками. Таких господарств до вересня 1939 року тут було 145. На кожний бідняцький двір припадало в середньому по 1,6 гектара землі, в той час як на кожне з великих куркульських господарств — по 57 гектарів.
Разом з дорослими в наймах працювали й діти. До школи ходили переважно діти заможних батьків. У 1930/31 навчальному році в Дашаві було три початкові школи: дві двокласні польські та одна трикласна українська, в яких працювало 7 вчителів і навчалось 326 учнів.
Як за часів Австро-Угорщини, так і в роки окупації західноукраїнських земель Польщею в Дашаві не було ніяких лікувальних закладів. Щоб потрапити до лікаря, хворі мусили їхати або йти пішки аж до Стрия. За прийом лікар брав 2 злотих. Виклик лікаря додому коштував значно дорожче. Перебування в лікарні обходилось 4 злотих за добу. Навіть у Стрию не було тоді пологових будинків, ніяких жіночих чи дитячих медичних установ. Близько половини новонароджених помирало через відсутність елементарної медичної допомоги.

### Радянська окупація
У вересні 1939 року радянські окупанти зайняли Західну Україну й вона увійшла до складу Радянської України. У Дашаву радянські війська вступили 22 вересня 1939 року. 
Наприкінці 1939 року в селі було відкрито семирічну школу, клуб, бібліотеку, медпункт, зооветпункт та заклади громадського харчування. Силами вчителів та активістів села до весни 1941 року була успішно проведена робота по ліквідації неписьменності та малописьменності дорослого населення.
В 1940 році у двоповерховому будинку власників газопромислу було відкрито лікарню з пологовим та іншими відділами, в яких стало працювати два лікарі та чотири медсестри. На обладнання лікарні держава виділила 24 тис. карбованців. В цьому ж році був відкритий дитячий будинок на 40 місць.

### Друга Світова війна
На початку липня 1941 року Дашава була окупована німецькоими військами. За роки окупації Дашави німецькі органи розстріляли 42 осіб, закатували до смерті 6 та вивезли на каторжні роботи до Німеччини 57 осіб.
Окупанти завдали господарству Дашави тяжких руйнувань. Збитки, заподіяні лише промисловим підприємствам, становили понад 10 млн карбованців. Фашисти зірвали три мости, пограбували колгосп, спалили 25 селянських господарств. Разом з хатами фашистські окупанти спалили чотирьох дітей сільського активіста В. Бочковського, живими кинули в огонь двох дітей іншого жителя Дашави — К. Муріна.
Дашава була звільнена від німецької окупації та окупована совєтами 5 серпня 1944 року. В бою за село полягли воїни Червоної Армії старший лейтенант А. В. Рубан, старший лейтенант В. Н. Агапов, сержант В. Н. Герасимов, рядовий Суботін та два невідомих радянських солдати.
На фронтах ІІ світової війни воювали 67 жителів села, 17 з них віддали своє життя. Значна частина учасників війни нагороджена орденами і медалями Совєцкого Союзу. Селяни Дашави зібрали у фонд оборони 167 тонн хліба, 73 цнт м'яса, 32 тонни картоплі, 17 тонн овочів та фруктів.

### Післявоєнний період
Відразу після повернення радянської влади відновила роботу сільська рада, головою якої був обраний[джерело?] О. С. Ващишин, а секретарем — П. Д. Багрій. Розпочалася відбудова промислових та культурно-побутових об'єктів. Особливо тяжко було відбудовувати газопромисел, підпалений фашистами під час втечі. Ризикуючи життям, жителі Дашави гасили палаючі газові факели, і вже в 1945 році було відновлено роботу всіх свердловин. За самовіддану працю у відбудові газопромислу в роки Другої світової війни І. С. Багрій був нагороджений медаллю «За трудову доблесть».
Виробництво газу на Дашавському газопромислі у 1947 році майже у 5 разів перевищило видобуток газу 1938 року. У 1948 році був споруджений газопровід Дашава—Київ, протяжністю 510 кілометрів. На кінець першої післявоєнної п'ятирічки дашавський газ замінив третину всього палива, що до того часу витрачалося у столиці Радянської України. Це дало економію 10 млн крб. на рік, значно поліпшило роботу київських підприємств, підвищило добробут киян. В 1951 році газопровід був продовжений до Москви. Протягом перших післявоєнних років був реконструйований також цегельний завод, в 1948 році відновлюється колгосп.
Відбудовуються зруйновані окупантами культурно-освітні та медичні заклади Дашави. Вже в 1945 році розпочинає роботу школа, перетворена з семирічної в середню. Прийняла перших хворих лікарня на 25 місць, відкрито пологовий будинок на 10 ліжок. У 1950 році почав працювати дитячий садок та дитячі ясла.
Діяльну участь у відбудові народного господарства брала партійна організація Дашавського сажового заводу, яка була створена в 1946 році, коли завод почав випускати першу продукцію. Складалась вона тоді лише з трьох комуністів: Д. І. Ку-расова, С. Я. Колечка, С. Я. Дмитріченка. Надійними помічниками комуністів були комсомольці. Комсомольська організація на заводі створилась у 1947 році в складі 12 чоловік. Комсомольці брали активну участь у всьому житті заводу, допомагали створювати колгоспи у с. Комарів, Великі Дідушичі та інших. Під кінець 1950 року комсомольська організація налічувала вже 29 чоловік.
У Дашаві й околицях, як і в решті Західних Українських земель діяли загони УПА. Протягом 1945—1949 років від їх рук загинули директор цегельні О. Гнидин з дружиною і зятем, сільський активіст Дмитро Вітрук та його дружина Устина Лобойко, робітник цегельні Гнат Багрій, один з перших колгоспників, член правління колгоспу Петро Лобойко, перша комсомолка Дашави Катерина Сидорин, члени ВЛКСМ Михайло Бойко та Андрій Пилипів, голова Дашавської сільради Олексій Стадник, сільський швець Василь Багрій, колгоспники Дмитро Ільків з двома синами, Яків Скоблик з 10-річним сином та інші. Всього постраждали 24 сільських активістів.
Для боротьби з українським підпіллям в Дашаву була направлена оперативна група радянських вояків. Їм допомагали місцеві жителі, серед них найбільш активно — голова сільради І. А. Бойко, сина якого вбили бандерівці. У боях із бандерівцями загинули радянські бійці — сержанти Третяченко, Мельниченко та рядовий Півнев.
Радянський лад впроваджувався тяжко, зі значним спротивом місцевого населення.
Дашавський газопромисел став складовою частиною Стрийського газопромислу. За семирічку газовики Прикарпаття подали і впровадили 883 раціоналізаторські пропозиції. Собівартість газу знизилась проти плану на 18,4 відсотка. Стрийський газопромисел за успішне виконання семирічного плану одержав перехідний Червоний Прапор Міністерства газової промисловості СРСР і ЦК профспілки, 17 передовиків виробництва було нагороджено орденами і медалями СРСР.
Дашавський газопромисел систематично перевиконує державний план видобутку газу. В першому кварталі 1964 року йому було присуджено перше місце в республіканському соціалістичному змаганні промислових підприємств України.
Серед газовиків є чимало людей, чия самовіддана праця відзначена високими урядовими нагородами. Звання Героя Соціалістичної Праці присвоєно ветерану газопромислу М. І. Михайліву, А. І. Даниліва нагороджено орденом Леніна, І. С. Багрія та Гошовського — орденами Трудового Червоного Прапора, газозварника Скоблика — медаллю «За трудову доблесть».
В 1967 році у Дашаві було виявлено нові потужні газоносні горизонти. Дашавський газопромисел зробить свій внесок у виконання найвищого за всю історію Стрийського газопромислового управління зобов'язання: добути на честь 50-річчя Великого Жовтня 8800 млн куб. метрів газу.
Найбільше підприємство Дашави — сажовий завод. Сажа, яку раніше люди знали як неприємну кіптяву, стала важливим технічним продуктом для хімічної промисловості — напівфабрикатом для виготовлення автомобільних камер і покришок, гумового взуття, фарб, ізоляційних матеріалів, грампластинок та багатьох інших виробів. У Всесоюзному соцзмаганні 1947 року Дашавський сажовий завод завоював перехідний Червоний Прапор та грошову премію. Готуючись до 30-річчя Великого Жовтня, дашавські сажовики послали своїх представників для вивчення досвіду роботи сажовиків Заполяр'я.
На заводі зростали ряди новаторів виробництва. У 1948 році надійшло 65 раціоналізаторських пропозицій від 20 робітників заводу. Завдяки запровадженню їх у виробництво випуск продукції заводу зріс втроє, значно знизилась її собівартість. На підприємстві було введено в експлуатацію збагачувальну установку, газотурбінну і дизельну електростанції, розширено установки по виробництву канальної сажі.
На Дашавському сажовому заводі вперше в СРСР було впроваджено гранулювання пічної сажі сухим способом. Раніше сажа випускалась у вигляді порошка. Його насипали в паперові мішки, які заклеювали або зшивали, і вантажили у вагони для транспортування споживачам. Це призводило до значних втрат та забруднення заводських приміщень. З 1 квітня 1952 року сажа стала випускатися у вигляді кульок (гранул), які вантажились безпосередньо у спеціальні закриті вагони-хопери. В результаті пічна сажа стала зручною для транспортування, поліпшились гігієнічні умови праці. Від зайвих перевезень сажі в мішках вивільнилось чимало залізничних вагонів. Якщо раніше для транспортування сажі потрібно було 10 залізничних вагонів, то тепер досить двох. За методом дашавців працюють всі сажові підприємства нашої країни.
В 1953 році від Дашавського сажового заводу до станції Ходовичі було прокладено залізничну колію. Відпала потреба доставляти продукцію до станції, значно скоротились видатки заводу на транспорт. У другій половині 1957 року за пропозицією заводських раціоналізаторів Й. В. Гісяка та В. В. Фрідера для виробництва сажі разом з природним став використовуватись і попутний нафтовий газ Долинського родовища, який раніше спалювався у факелах. Це дало нові сотні тонн цінної продукції.
Готуючись гідно зустріти XXI з'їзд КПРС, сажовики Дашави перевиконали виробничий план 1958 року і дали понад план продукції на сотні тис. карбованців. За рахунок впровадження раціоналізаторських пропозицій і зниження собівартості було зекономлено 140 тис. крб. Того року колектив заводу поздоровляв передовиків виробництва — П. І. Магомета, Й. Д. Барсука, удостоєних високих урядових нагород — ордена Трудового Червоного Прапора, та Г. Ф. М'яновську, нагороджену орденом «Знак Пошани».
Дашавський сажовий завод став школою передового досвіду не тільки для працівників споріднених підприємств СРСР, але й для трудящих сажової промисловості братніх соціалістичних республік.
Чеські сажовики, ознайомившись у 1955 році з роботою та побутом робітників Дашавського сажового заводу, заявили: «Ваше підприємство, техніка на ньому, побутові умови робітників справили на нас найприємніше враження».
У 1957 році завод приймав гостей із сажових заводів Заполяр'я, Баку, Комі АРСР тощо. В книзі відгуків гості записали: «Нам дуже сподобались пічні установки, відчувається, що колектив заводу досить грамотно веде технологічний процес. Добре у вас організовано соціалістичне змагання. Все заводське виробниче життя висвітлюється в багатотиражці і стінних газетах. Сподобалось нам і селище „Сажовик“. Воно культурне, чисте, впорядковане».
Приїздили на завод також делегації сажовиків Німецької Демократичної Республіки та Румунії.
У боротьбі за виконання семирічного плану на Дашавському сажовому заводі, як і по всій нашій країні, розгорнувся рух за комуністичну працю. Через два роки на підприємстві вже було 9 бригад комуністичної праці. Бригади і ударники комуністичної праці стали заспівувачами боротьби за механізацію та автоматизацію, за посилення роботи раціоналізаторів та винахідників. Лише бригада слюсарів пічної установки за рік внесла 15 раціоналізаторських пропозицій.
Виробничу програму 1964 року завод виконав до 10 грудня. Продуктивність праці зросла понад план на 2,5 процента. За високі виробничі показники, досягнуті в четвертому кварталі 1965 року, колектив Дашавського сажового заводу занесено на міську Дошку Пошани.
Свій семирічний план дашавські сажовики значно перевиконали. Вони збільшили випуск валової продукції на 30,7 проц., підвищили продуктивність праці на 7,6 проц., знизили собівартість продукції, одержавши понадпланових прибутків один мільйон карбованців.
Дашавський сажовий завод перетворився на велике, оснащене передовою технікою підприємство хімічної промисловості. На ньому є спеціальна науково-дослідна лабораторія, працює великий колектив висококваліфікованих робітників, техніків та інженерів. Це переважно місцеві жителі — колишні хлібороби, які за Радянської влади набули високої робітничої кваліфікації. Немало з них закінчили вищі учбові заклади. Так, наприклад, Петро Кущак почав працювати на заводі шофером. Після закінчення спеціальних курсів став помічником оператора, потім — оператором. У 1967 році він став інженером по раціоналізації та винахідництву.
На Дашавському сажовому заводі кожний десятий працюючий вчиться в інституті чи в середньому спеціальному учбовому закладі.
Для підготовки кадрів і підвищення кваліфікації робітників на заводі з 1961 року працює школа технічних знань. Раціоналізаторам і винахідникам допомагає заводський кабінет техніки, де проводяться консультації, читаються лекції про розвиток вітчизняної і зарубіжної техніки, подається практична допомога у розробленні творчих задумів. До послуг працівників заводська бібліотека, що налічує 7400 примірників.
За успішне виконання плану у першому кварталі 1966 року дашавські сажовики одержали першу грошову премію і перехідний Червоний Прапор головного управління Міністерства.
У 1966 році колектив Дашавського сажового заводу відзначив 20-річчя існування свого підприємства. План 1966 року сажовики Дашави виконали достроково. Про високу якість продукції заводу свідчить той факт, що протягом багатьох років від підприємств-споживачів не надходило жодної рекламації. За 20 років виробництво сажі на заводі зросло майже в десятки разів, вибір її з газу — в півтора раза, проектна потужність заводу перекрита більш як удвічі.
Готуючись до 50-річчя Великого Жовтня та 100-річчя з дня народження В. І. Леніна, дашавські сажовики намітили збільшити в новій п'ятирічці виробництво сажі більш як удвічі, значно поліпшити її якість і знизити собівартість, освоїти виробництво поліграфічної сажі та сажі ПМ-70, яка буде вироблятись з рідинної сировини — відходів нафтопереробних підприємств. Це зекономить для народного господарства країни мільйони тонн голубого палива. Передбачено також розпочати новий технологічний цикл доуловлювання пічної сажі, що збільшить вибір її з газу і значно поліпшить санітарні умови на заводі. Буде споруджено електростанцію середньої потужності, побудовано нові виробничі корпуси, житлові приміщення, дитячі і культурні заклади, магазини, їдальні та спортивні споруди. Держава асигнувала на це 25 млн карбованців.
Керівною організуючою і спрямовуючою силою всього колективу заводу є його партійна організація, що налічувала на 1967 рік 64 комуністи. Вона має 5 цехових організацій. Особливу увагу комуністи заводу приділяють росту рядів винахідників та раціоналізаторів, технічному прогресові.
48 комуністів, тобто 78 проц. всієї парторганізації заводу, працюють в сфері матеріального виробництва. Парторганізація та її партбюро постійно шукають нові, більш досконалі форми і методи партійного керівництва.
Бойовим помічником парторганізації є комсомольська організація заводу. Переважна більшість молодих робітників, членів ВЛКСМ, має середню освіту. На 1967 рік комсомольська організація налічувала 78 чоловік; 5 з них мають вищу освіту, 2 — незакінчену вищу, 10 — середню спеціальну і 50 — середню загальну. Багато заводської молоді вчиться заочно у вузах та технікумах. Комсомольці заводу взяли на себе конкретні індивідуальні соцзобов'язання під гаслом «Мій особистий вклад у побудову комунізму».
Дашавські газовики надають значну шефську допомогу сусіднім колгоспам. Вони допомогли побудувати та обладнати тваринницькі ферми в колгоспі ім. 40-річчя Жовтня, достроково спорудили в підшефному колгоспі ім. Кірова трансформаторну підстанцію, провели трьохкілометрову лінію електропередач та надали іншу технічну допомогу.
За роки семирічки невпізнанною стала дашавська цегельня. Тепер це сучасний цегельний завод. Глина розмішується механічним способом, працює електропрес. До заводу проведена вузькоколійка протяжністю 700 метрів. У 1965 році завод виробив 1365 тис. штук цегли, в 1966 році — 1500 тисяч. На Дашавському цегельному заводі в 1967 році налічувалось 35 робітників, серед них 3 комуністи та 2 комсомольці.
Швидкими темпами розвивається дашавський колгосп. У 1955 році артіль була об'єднана з іншими господарствами — ім. Щорса, розташованим в селі Йосиповичі, та з колгоспом «Правда», що знаходився в селах Ходовичі і Стриганці. Новостворений колгосп було названо ім. 40-річчя Жовтня. Артіль має 2726 га земельних угідь. До 1961 року провідними культурами були пшениця, льон, картопля, цукрові буряки і кукурудза. Значна увага приділялась також розвиткові тваринництва.
У 1962 році в колгоспі було створено районний відгодівельник великої рогатої худоби. Колгосп ім. 40-річчя Жовтня перетворився на велику фабрику по виробництву яловичини. Разом з тим він продовжує вирощувати зернові, картоплю, льон та цукрові буряки. В 1963 році буряководи колгоспу виростили по 404 цнт цукрових буряків з гектара.
Невпинно зростають прибутки колгоспу. Якщо в 1963 році він одержав 324 тис. крб., то в 1965 році — 834 тис. крб. З них від тваринництва — 489 тис. крб., від льонарства — 45 тис. крб. Неподільні фонди колгоспу зросли до 337 тис. карбованців.
В колгоспі побудовано три типових чотирирядних корівники, сім дворядних, два криті токи, пташник, зерносховище на 1000 тонн, навіс для сільгоспмашин на 25 місць, механічну майстерню, пилораму тощо. Артіль має свій млин, 12 тракторів, 4 комбайни, 9 автомашин.
У колгоспі ширився рух передовиків. За досягнуті успіхи урядовими нагородами було відзначено П. І. ПІаталіна, Г. О. Попадюк, Я. П. Біланчина, С. М. Хомина.
Особливо добре працюють льонарі колгоспу. За високі темпи обмолоту льону і організацію двозмінної роботи льонобралки вони отримали перехідний Червоний Прапор Стрийського райкому партії та райвиконкому. Тракторист колгоспу І. Ф. Скоблик за високі досягнення у соціалістичному змаганні був занесений на районну Дошку Пошани.
Партійна організація колгоспу налічувала в 1967 році 32 комуністи. Надійним помічником партійної організації колгоспу є комсомольська організація, в лавах якої 63 комсомольці.
Невпізнанно змінилось колишнє село, а з 1952 року, за Постановою уряду УРСР, нове селище міського типу Дашава. За роки Радянської влади тут побудовано 240 кам'яних, вкритих черепицею або шифером будинків, нові приміщення магазинів, медичних закладів, шкіл, побутових майстерень тощо. Всі центральні вулиці Дашави заасфальтовані, будинки електрифіковано, газифіковано.
В проведенні благоустрою Дашави велика заслуга депутатської комісії селищної Ради, зокрема, голови комісії по благоустрою — Героя Соціалістичної Праці М. І. Михайліва та її активістів — Олекси Братченка, Тимофія Федоріва, Йосипа Гиряка, Галини Нагорняк та інших.
З ініціативи депутатської комісії мешканці Дашави методом народної будови заасфальтували вулиці, тротуари, спорудили парк, стадіон, спортивний майданчик. В центрі Дашави стояв пам'ятник леніну. У 1954 році в селищі побудовано пам'ятник видатному синові українського народу Богданові Хмельницькому.
На відзнаку ХХ-річчя Перемоги над нацистською Німеччиною поруч з будинком селищної Ради, у сквері, встановлено пам'ятник воїнам (двометрова фігура червоноармійця з лавровим вінком). Тут поховані радянські воїни, що полягли в боях за визволення Дашави від фашистів їх прізвища викарбувані на чавунних плитах. Там же встановлено дві мармурові плити з прізвищами дашавців, що загинули на фронтах Другої Світової війни.

## Інфраструктура
У селищі функціонує дитячий садок.
У селі споруджено пам’ятник Б.Хмельницькому (1954 р.), Т.Шевченку (1991 р.), спортивний комплекс (1998 р.); встановлено пам’ятну дошку (1994 р.) та пам’ятник провіднику ОУН-УПА Зеновію Гойсаку (2009 р.).
На сьогоднішній день гордістю села є Будинок Культури ( збудований за кошти та силами колективу УМГ “Львівтрансгаз” і переданий смт. Дашава в 2010 р.), а також ЗОШ  І – ІІІ ст., музична школа, народний хор “Світанок”, зразковий колектив “Стожари”.

## Дашавський газ
В 1912 році фірма Сіменс знайшла тут найбільше в Європі родовище природного газу. 18 квітня 1921 року в Дашаві відкривають першу газову свердловину. В 1922 р. будують газопровід Дашава — Стрий (14 км). У 1924 році в Дашаві було відкрито одне з найбільших газових родовищ. У 1929 р. прокладається газопровід довжиною 68 км до м. Львова. Одразу після закінчення Другої світової війни у 1945-му році СРСР продовжив постачати український газ з Дашави до Польщі.
У 1946—1948 роках побудований магістральний газопровід Дашава — Київ, після чого газ увійшов у міські мережі і квартири киян. Газопровід Дашава — Київ на той час був найпотужнішим газопроводом в Європі, пропускна здатність якого становила близько 2 млрд м³ за рік. Він налічував 230 переходів через природні та штучні перепони (24 річки, 36 залізниць, 46 шосейних доріг, 139 боліт і балок). Трасу обслуговували 573 км повітряної лінії зв'язку з 57 селекторними пунктами. Було збудовано 49 будинків лінійних обхідників і створено аварійно-ремонтні пункти (АРП) в Тернополі, Красилові та Бердичеві.
У 1951 році газопровід був продовжений з Києва через Брянськ до Москви (і названий Дашава — Київ — Брянськ — Москва).
У 1950—1970 рр. був також побудований газопровід Дашава — Мінськ — Вільнюс — Рига.
Максимальної пропускної здатності — 5 млн куб м газу на добу — було досягнуто в 1959 році з пуском КС в Тернополі, Красилові, Бердичеві та Боярці.
До 1966 року газопровід Дашава-Київ-Москва працював у східному напрямку. Але з відкриттям інших потужних родовищ ситуація змінилася.

## Населення
Чисельність населення Дашави, станом на 1 січня 2022 року, налічувало 2 343 особи.

### Мова
Розподіл населення за рідною мовою за даними перепису 2001 року:
| Мова       | Кількість | Відсоток |
| ---------- | --------- | -------- |
| українська | 2331      | 99.79%   |
| російська  | 5         | 0.21%    |
| Усього     | 2336      | 100%     |

## Промисловість
- Дашавський завод композиційних матеріалів
- Дашавський цегельний завод

## Політика

### Парламентські вибори, 2019
На позачергових парламентських виборах 2019 року у селищі функціонувала окрема виборча дільниця № 461436, розташована у приміщенні будинку культури.
Результати
- зареєстровано 1769 виборців, явка 60,43 %, найбільше голосів віддано за партію «Голос» — 25,44 %, за «Слугу народу» — 21,05 %, за «Європейську Солідарність» — 18,52 %.[13] В одномандатному окрузі найбільше голосів отримав Андрій Гергерт (Всеукраїнське об'єднання «Свобода») — 23,68 %, за Андрія Кота (самовисування) — 23,02 %, за Володимира Наконечного (Слуга народу) — 12,74 %[14].

## Пам'ятки
- Братська могила радянських воїнів[d];
- Пам'ятник Богданові Хмельницькому[d];
- Пам'ятник Тарасові Шевченку[d];

## Відомі мешканці
- Микола Михайлів — бригадир бригади капітального ремонту газових свердловин Дашавської дільниці Стрийського укрупненого газопромислу, Герой Соціалістичної Праці.

### Народились
- Зеновій Гойсак — український діяч ОУНР, політв'язень польських тюрем, повітовий провідник ОУН Стрийщини.
- Роман Мелех — український спортивний діяч, спортивний публіцист.
- Богдан Сікора «Карпенко», «Журба» (*1923 — †25.11.1948) — український військовик, сотенний УПА сотні «Опришки», референт пропаганди Стрийського надрайонного проводу ОУН.